# ŽNL Šibensko-kninska 2007./08.
Ovaj članak je podtema članka: 5. rang HNL-a 2007./08.

ŽNL Šibensko-kninska u sezoni 2007./08. je predstavljala jedinu županijsku ligu u Šibensko-kninskoj županiji, te ligu petog stupnja hrvatskog nogometnog prvenstva. 
 
Sudjelovalo je šest klubova, a prvak je bio klub "Krka" iz Lozovca.  

## Sustav natjecanja
Šest klubova je igralo trokružnu ligu (15 kola). 

## Sudionici
- Janjevo – Kistanje
- Krka – Lozovac, Šibenik
- Mihovil – Šibenik
- Mladost – Tribunj
- Rudar – Siverić, Drniš
- Zrinski – Kijevo

## Ljestvica
| Poz. | Momčad           | U  | P  | N | I  | G+ | G– | G+/– | Bod. | Nastavak natjecanja ili ispadanje |
| ---- | ---------------- | -- | -- | - | -- | -- | -- | ---- | ---- | --------------------------------- |
| 1.   | Krka (P)         | 15 | 13 | 1 | 1  | 70 | 6  | +64  | 40   | 4. HNL – Jug B                    |
| 2.   | Mladost Tribunj  | 15 | 7  | 3 | 5  | 39 | 22 | +17  | 24   |                                   |
| 3.   | Zrinski Kijevo   | 15 | 7  | 2 | 6  | 29 | 21 | +8   | 23   |                                   |
| 4.   | Rudar            | 15 | 7  | 1 | 7  | 25 | 31 | −6   | 22   |                                   |
| 5.   | Mihovil          | 15 | 3  | 3 | 9  | 13 | 42 | −29  | 12   |                                   |
| 6.   | Janjevo Kistanje | 15 | 2  | 2 | 11 | 16 | 70 | −54  | 8    |                                   |

## Rezultatska križaljka
| kratica | klub             | JANJ | KRKA | MIH | MLA | RUD | ZRI |
| --- | ---------------- | ---- | ---- | --- | --- | --- | --- |
| JANJ | Janjevo Kistanje |      |      |     |     |     |     |
| KRKA | Krka Lozovac     |      |      |     |     |     |     |
| MIH | Mihovil Šibenik  |      |      |     |     |     |     |
| MLA | Mladost Tribunj  |      |      |     |     |     |     |
| RUD | Rudar Siverić    |      |      |     |     |     |     |
| ZRI | Zrinski Kijevo   |      |      |     |     |     |     |
| |                  |      |      |     |     |     |     |
| podebljan rezultat - utakmice od 1. do 5. kola, te od 11. do 15. kola (1. i 3 utakmica između klubova) rezultat normalne debljine - utakmice od 6. do 10. kola (2. utakmica između klubova) rezultat nakošen - nije vidljiv redoslijed odigravanja međusobnih utakmica iz dostupnih izvora rezultat nakošen i smanjen * - iz dostupnih izvora nije uočljiv domaćin susreta prekrižen rezultat - poništena ili brisana utakmica p - utakmica prekinuta 3:0 p.f. / 0:3 p.f. - rezultat 3:0 bez borbe |                  |      |      |     |     |     |     |

 Izvori: 